# بات براون
بات براون (بالإنجليزية: Pat Brown)‏ (1955، نيوجيرسي في الولايات المتحدة)؛ محلل جنائية، معلقة تلفزيونية وروائية أمريكية.

## روابط خارجية
- بات براون على موقع IMDb (الإنجليزية)